# Hílton Chaves
Ílton Chaves, właśc. Ilton de Oliveira Chaves lub Hílton Chaves (ur. 28 marca 1937 w Itindze) – brazylijski piłkarz, występujący na pozycji ofensywnego pomocnika.

## Kariera klubowa
Karierę piłkarską Hílton Chaves rozpoczął w Clube Atlético Mineiro w 1955 roku. Z Atlético Mineiro trzykrotnie zdobył mistrzostwo stanu Minas Gerais – Campeonato Mineiro w 1955, 1956 i 1958 roku. Po odejściu z Atlético Mineiro w 1960 roku Hílton Chaves występował jeszcze w Cruzeiro EC, SC Internacional, Américe Rio de Janeiro i América Belo Horizonte.

## Kariera reprezentacyjna
W reprezentacji Brazylii Hílton Chaves zadebiutował 3 marca 1963 w zremisowanym 2-2 towarzyskim meczu z reprezentacją Paragwaju. Był to udany debiut, gdyż Hílton po wejściu po przerwie na boisko w 62 min. strzelił bramkę. W tym samym roku uczestniczył w Copa América 1963, na której Brazylia zajęła czwarte miejsce. Hílton Chaves na turnieju wystąpił w trzech meczach z Peru, Kolumbią i Argentyną, który był jego ostatnim meczem w reprezentacji. Ogółem w reprezentacji wystąpił 4 razy i strzelił 1 bramkę.